# Minnesmärken över Hannah Duston
Minnesmärken över Hannah Duston är två statyer över Hannah Duston (1657–1737), som hyllar hennes bedrift att befria sig från fångenskap hos en indianstam i New Hampshire i Nordamerika 1697.
I USA restes under perioden 1861–1879 tre monument över Hannah Duston:
- En kolonn i marmor, 1861 utanför kommunen Boscawen, New Hampshire, New Hampshire i USA. På grund av trassel med obetalda räkningar togs den 1865 ned och såldes, och kom så småningom att användas som sockel till ett monument över stupade i amerikanska inbördeskriget i kommunen Barre i Massachusetts.
- En staty i marmor, 1874, av William Andrews (1836-1927) i Hannah Duston Memorial State Historic Site i Boscawen. Platsen ligger där floderna Contoocook och Merrimack flyter samman. (43°17′17″N 71°35′27″V / 43.288163°N 71.590713°V)
- En staty i brons, 1879, av Calvin H. Weeks (1834–1907), i G.A.R. Park på Hannah Dustons hemort Haverhill i Massachusetts. (42°46′36″N 71°04′39″V / 42.77667°N 71.07750°V)

Hannah Ruston blev därmed sannolikt den första kvinna i USA, som avbildats på en offentlig staty. Statyn i Boscawen var också den första statyn i New Hampshire som finansierades av allmänna medel.
De båda statyerna avbildar Hanna Duston som en hjältinna med en biscayayxa i högra handen. I den vänstra handen på statyn i Boscawen har Hannah Duston ett antal skalper. Statyerna skildrar en episod under Kung Vilhelms krig 1689–1697, då också Nordamerika var en krigsskådeplats för Pfalziska tronföljdskriget. Detta krig var det första i en serie av fransk-indianska krig mellan Frankrike och England i Nordamerika för hegemonin över kontinenten. Påhejade av fransmännen gjorde en grupp av Abenakiindianer den 15 mars 1697 en räd mot den engelska bosättningen i Haverhill i nuvarande Massachusetts. 27 kvinnor och barn dödades och Hannah Duston tillsammans med sitt veckogamla barn och barnsköterskan Mary Neff tillfångatogs och fördes bort uppför floden Merrimack. 
Fångarna övertogs av en familjegrupp med två vuxna män och två vuxna kvinnor, och vid en övernattning på en ö söder om Boscawan i nuvarande New Hampshire övermannade de båda kvinnorna indianerna och högg med tio indianer. De flydde sedan i kanot nedför Merrimack till hemmet i Haverhill.

## Bildgalleri

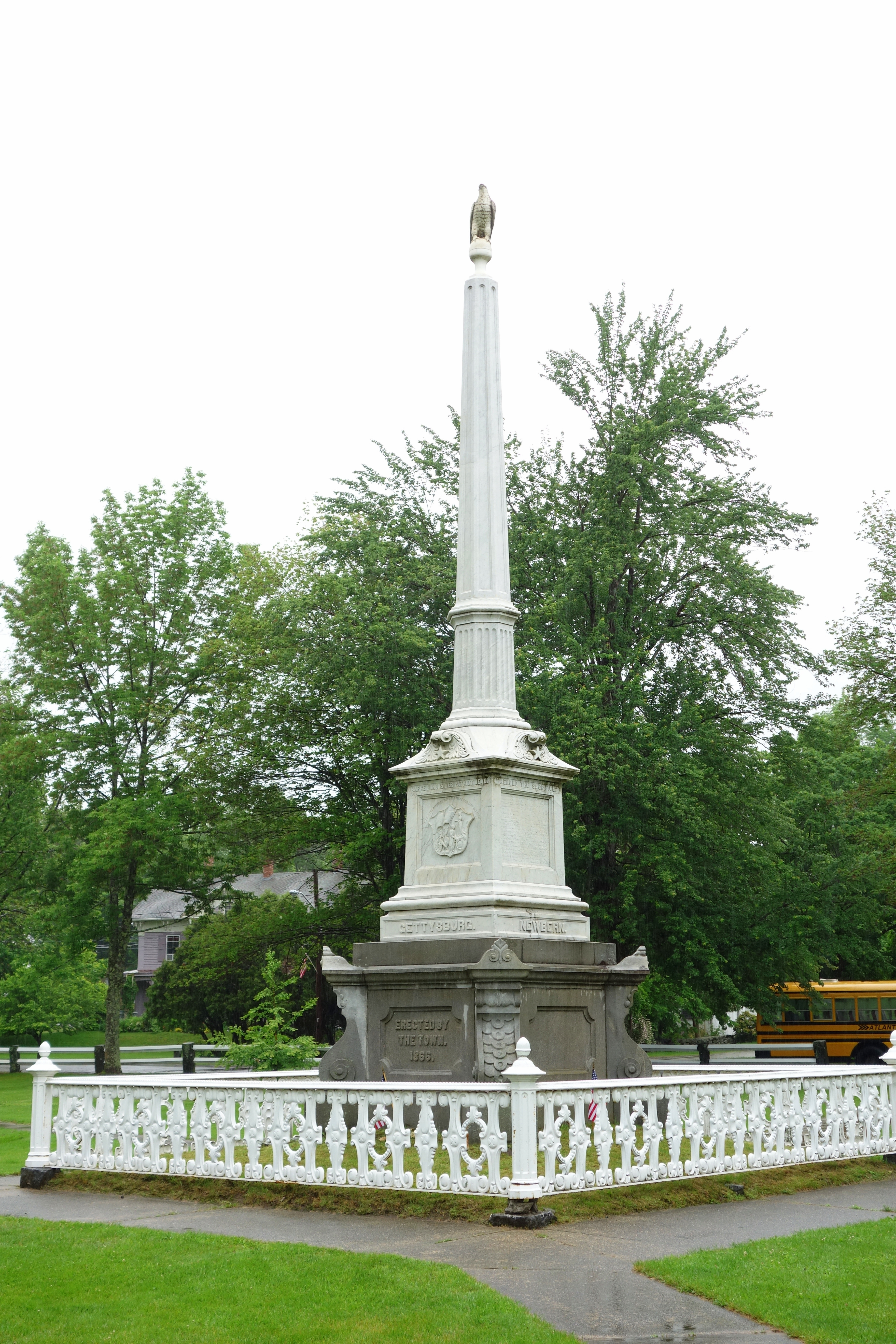
Det första minnesmärket från 1861 i Boscawen omändrades till sockel för ett monument över amerikanska inbördeskriget i Barre i Massachusetts
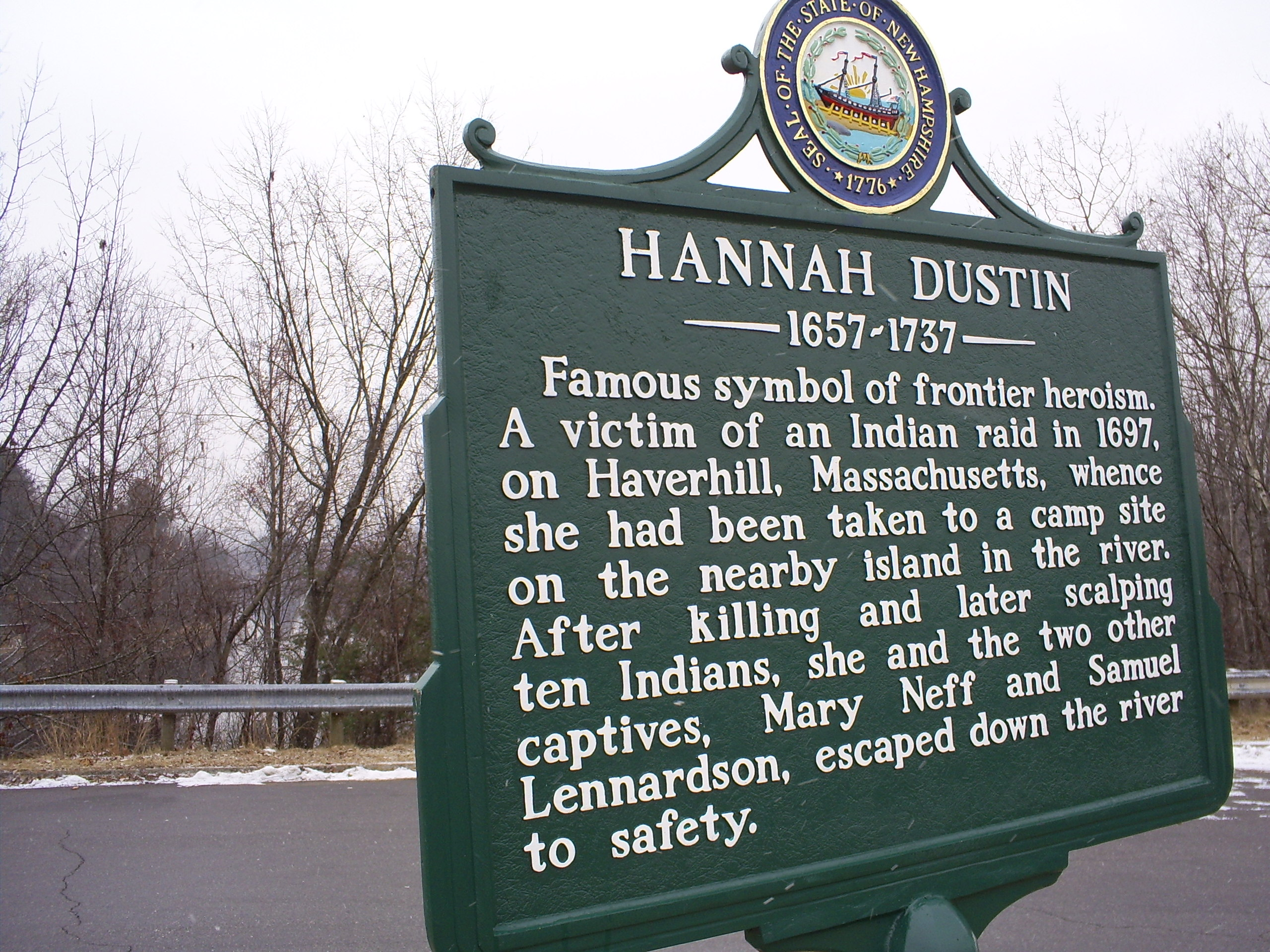
Skylt i Boscawen, New Hampshire
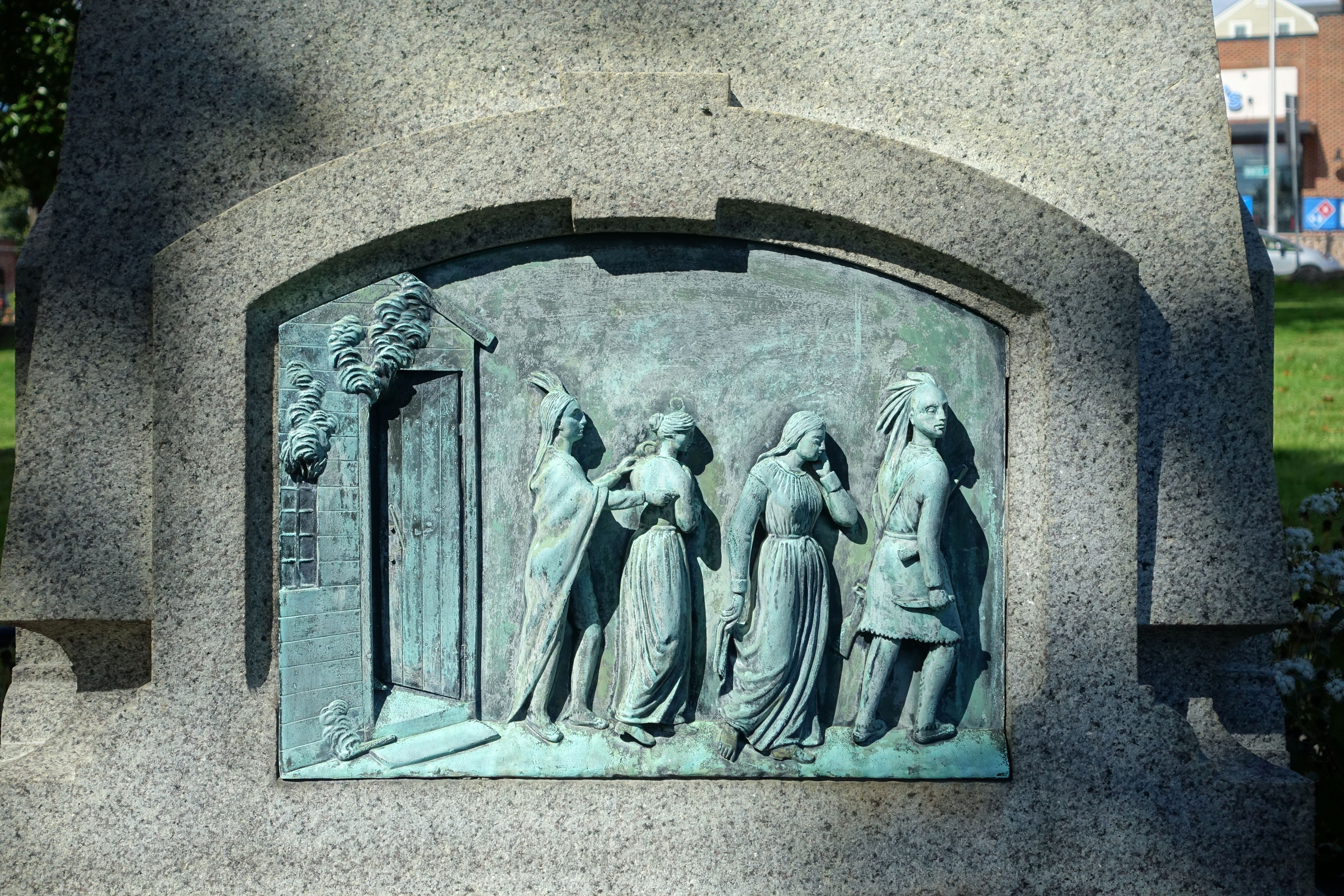
Kidnappningen, relief på sockeln i Havershill
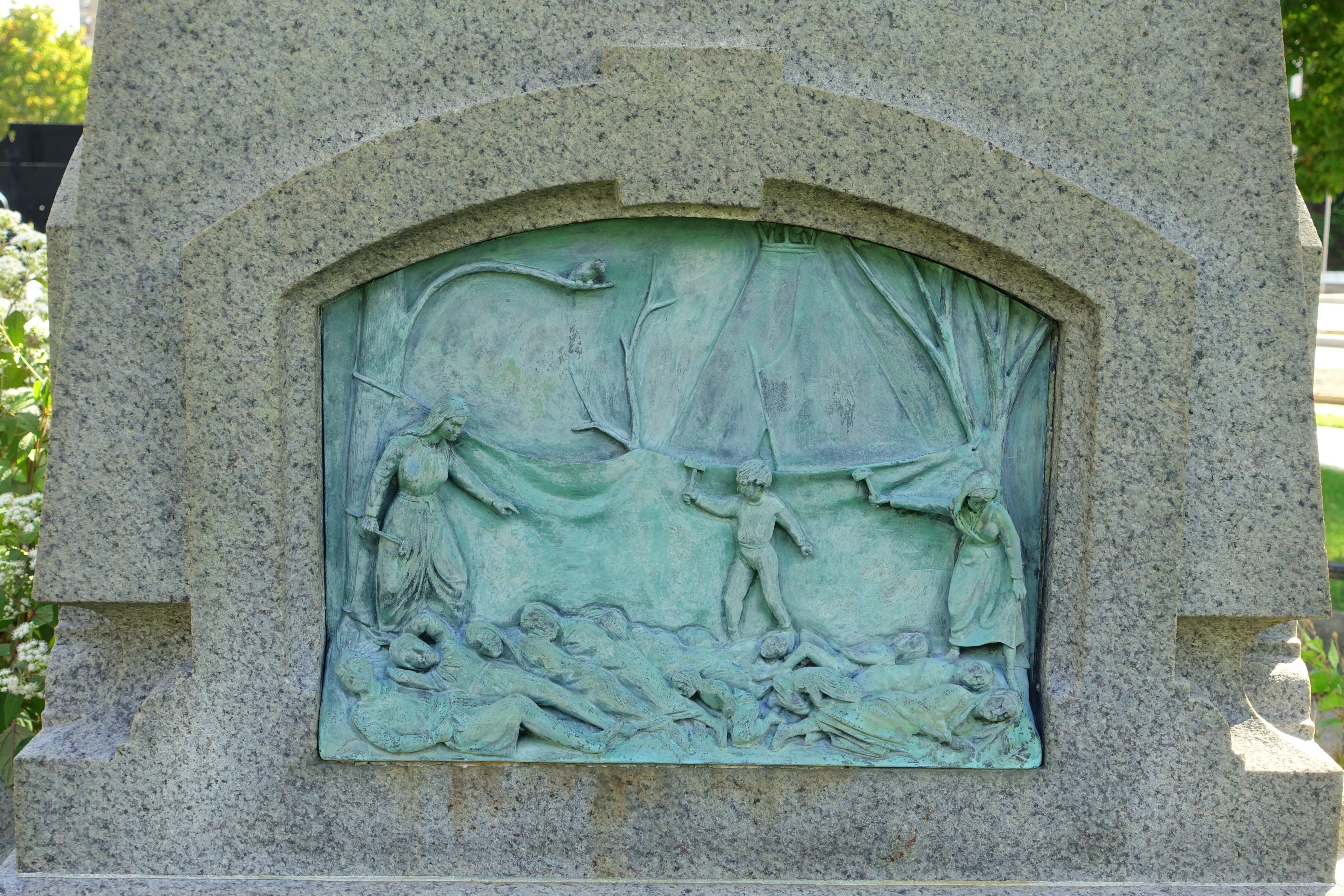
Massakern, relief på sockeln i Havershill
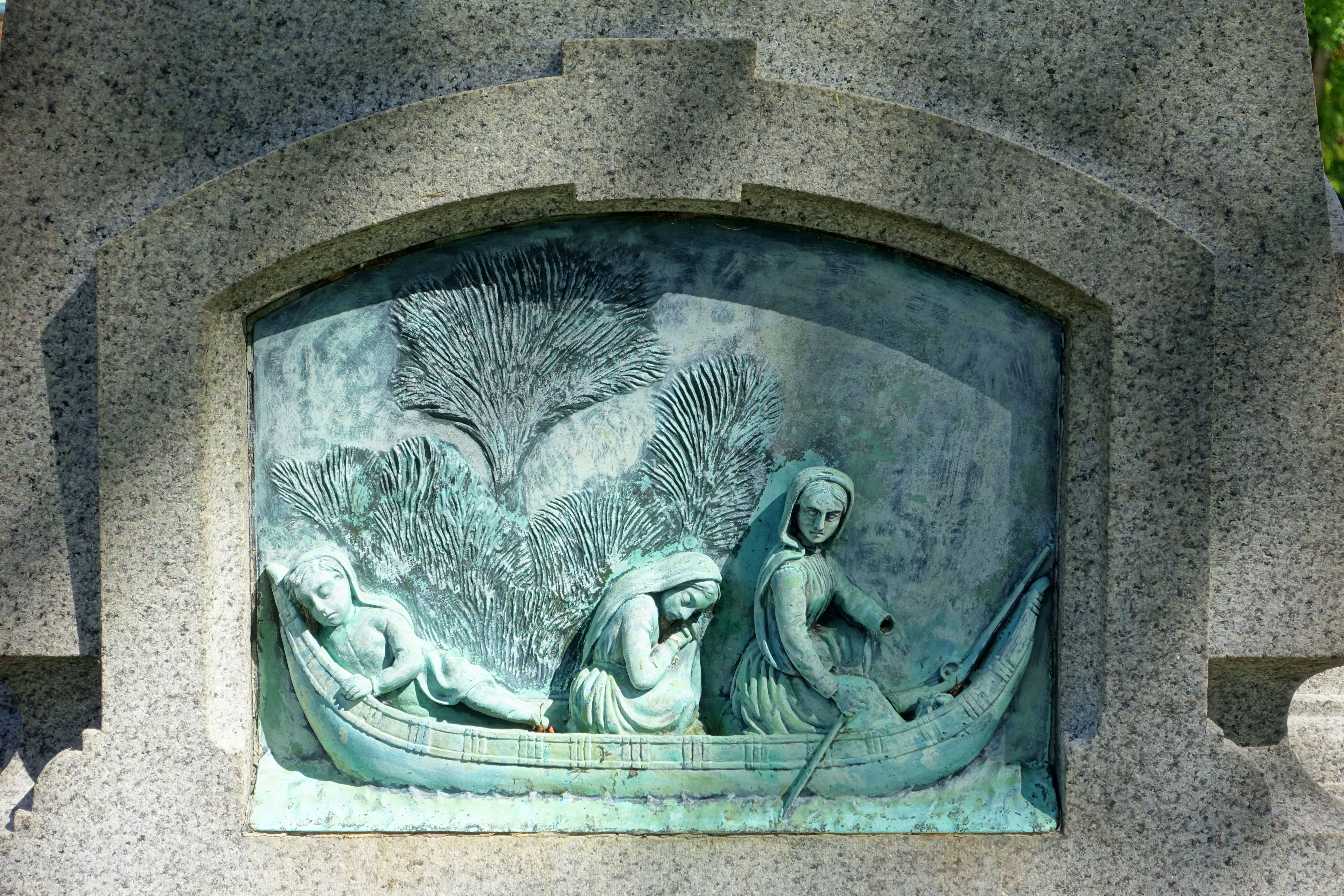
Flykten, relief på sockeln i Havershill

## Nutida diskussioner om statyerna
I både Boscawen och Haverhill har under 2020 diskuterats hur kommunerna ska förfara med statyerna. På förslag av medlemmar av Abenaki har delstaten New Hampshire i juli 2020 tagit beslut om att förändra Hannah Duston Memorial Site till Unity Park N’dakinna ("vårt land") och komplettera parken med minnesmärken som uppmärksammar Abenakis historia i området samt informationsskyltar för att bland annat visa att det finns olika historieskrivningar i samband med Hannah Duston-episoden.